# Kursko
Kursko (niem. Kurzig) – wieś w Polsce położona w województwie lubuskim, w powiecie międzyrzeckim, w gminie Międzyrzecz, nad jeziorem Kursko.

## Historia
Miejscowość pierwotnie związana była z Wielkopolską. Ma metrykę średniowieczną i istnieje co najmniej od połowy XIII wieku. Wymieniona została po raz pierwszy w łacińskojęzycznym dokumencie z 1260 pod nazwą „Corsike”, 1276 „Kortce”, 1305 „Kursco”, 1384 „Kurtz” (kopia z 1650), 1400 „Scursko”, 1411 „Scorszko”, 1418 „Cursko”, 1421 „Kursko”, 1426 „Cursco”, 1459 „Curzssko”, 1482 „Curszko”, 1486 „Skursko” .
Średniowieczny dokument z 1276 wymienia dziedzica Kurska Wrocława syna Bogusza pełniącego funkcję plebana międzyrzeckiego, który nadał klasztorowi cystersów w Paradyżu folwark w Wyszanowie stanowiący część jego dziedzictwa po ojcu. W 1278 książę wielkopolski Przemysł I potwierdził to nadanie. Dokument sygnowany jest pieczęcią Wrocława z napisem: „S. Wrozlai he(re)dis de Kortce”. Wieś początkowo była własnością szlachecką .
W XV wieku miejscowość była siedzibą własnej parafii w dekanacie międzyrzeckim i leżała w powiecie poznańskim Korony Królestwa Polskiego. W 1471 odnotowano we wsi młyn, a w 1482 młyn obracany kołem wodnym, a także barcie miodne. Młyn wielokrotnie wymieniany był także w XVI wieku. W 1563 opisano go jako korzecznik o jednym kole .
Miejscowość wspominały historyczne dokumenty prawne, własnościowe i podatkowe. W 1400 dokumenty procesowe odnotowują Mikołaja Skurskiego z Kurska, który toczy proces z Bartoszem kramarzem poznańskim o trzy grzywny bez wiardunku. W 1411 Mikołaj i Dziersław z Kurska występują w sporze z Agnieszką żoną wójta z Kamionny o zabicie jej męża. W 1418 jako dziedzic wsi odnotowana została Barbara żona Sasina. W 1580 zawarta została umowa między lokalną szlachtą o wyznaczenie granic między posiadłościami. Jan Herstopski zwany „Popkiem” dziedzic w Pieskach oraz dziedzice w Kursku: Jerzy Kurski zwany „Luka”, Kasper Sczaniecki alias „Kurski” i Melchior Jarosław zwany „Polak” zawarli ugodę dotyczącą odnowienia granic oraz usypania wyznaczających je kopców między Pieskami, a Kurskiem .
Do rozbiorów Polski miejscowość należała do lokalnej polskiej szlachty i leżała w powiecie poznańskim Rzeczypospolitej Obojga Narodów. W 1580 była wsią szlachecką położoną w powiecie poznańskim województwa poznańskiego .
Po rozbiorach wieś znalazła się w zaborze pruskim.
W latach 1945–1954 siedziba gminy Kursko. W latach 1954–1972 wieś należała i była siedzibą władz gromady Kursko. W latach 1975–1998 miejscowość administracyjnie należała do województwa gorzowskiego.
We wsi funkcjonował przystanek kolejowy Kursko.

## Zabytki
Do wojewódzkiego rejestru zabytków wpisane są:
- kościół ewangelicki z 1803 roku (nie istnieje, zniszczony po II wojnie światowej);
- pałac z XIX wieku;
- obiekty Międzyrzeckiego Rejonu Umocnionego z lat 1934–1945:
  - schrony bojowe Pz.W. nr: 743, 746, 748, 750, 754, 757, 761;
  - stanowisko dla karabinu maszynowego i garaż dla działka przeciwpancernego – 755;
  - most obrotowy – 724.